# Wassili Ossipowitsch Kljutschewski

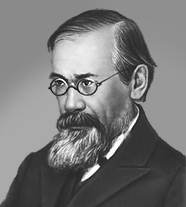

Wassili Ossipowitsch Kljutschewski (russisch Василий Осипович Ключевский, wiss. Transliteration Vasilij Osipovič Ključevskij; * 16.jul. / 28. Januar 1841greg. in Woskresenowka (Gouvernement Pensa); † 12.jul. / 25. Mai 1911greg. in Moskau) war ein bedeutender russischer Historiker.
Sein Hauptwerk ist der fünfbändige Kurs russkoj istorii („Kurs russischer Geschichte“, Erstdruck 1904–1922, auf Deutsch erschienen als „Russische Geschichte: Von Peter dem Großen bis Nikolaus I“. Zürich: Artemis-Verlag, 1945).
Kljutschewski wurde 1889 korrespondierendes und 1900 ordentliches Mitglied der Russischen Akademie der Wissenschaften. 1908 wurde er Ehrenmitglied der Akademie.
Ein Asteroid wurde nach ihm benannt: (4560) Klyuchevskij.

## Schriften
- Сказания иностранцев о Московском. т-ва Рябушинских, Москва 1916, (Digitalisat aus dem Bestand des Leibniz-Instituts für Ost- und Südosteuropaforschung).
- Russische Geschichte. Von Peter dem Großen bis Nikolaus I. (= Artemis-Bibliothek. Russische Reihe. Abt. 1: Geistesgeschichte. Bd. 1–2, ZDB-ID 1155661-4). (Aus dem Russischen übertragen und herausgegeben von Waldemar Jollos). 2 Bände. Artemis-Verlag, Zürich 1945.